# ريالتي
ريالتي (Réalités) هي مجلة أسبوعية تونسية أسسها الطيب الزهار والمنصف بن مراد عام 1979، وبعد أن كانت فرنسية اللسان أصبحت منذ الثمانينات ثنائية اللغة حيث يحمل قسمها العربي اسم حقائق مع ملاحق شهرية منها خاصة ملحق نسائي. وفي عام 2005 انفصل القسم العربي ليصبح مجلة مستقلة عن النسخة الفرنسية. تسحب هذه المجلة في أكثر من عشرين ألف نسخة.